# 第16回ゴールデンラズベリー賞
第16回ゴールデンラズベリー賞は、第68回アカデミー賞授賞式前日の1996年3月24日にハリウッド・ルーズベルト・ホテルで発表・授賞式が行われた。
ラジー賞創設以来、初めて受賞者本人が出席しており、7部門受賞を果たした『ショーガール』のポール・バーホーベン監督が最低監督賞のトロフィーを直接授与された。7部門受賞は、のちの第28回で8部門を受賞した『I Know Who Killed Me』に次いで史上最多2位の記録。

## 受賞とノミネートの一覧
受賞は太字、それ以外はノミネートである。

### 最低作品賞
- コンゴ
- いとしのパット君
- スカーレット・レター
- ショーガール
- ウォーターワールド

### 最低男優賞
- ケビン・コスナー - ウォーターワールド
- カイル・マクラクラン - ショーガール
- キアヌ・リーブス - JM、雲の中で散歩
- ポーリー・ショア - 陪審員だよ、全員集合!
- シルヴェスター・スタローン - 暗殺者

### 最低女優賞
- エリザベス・バークレー - ショーガール
- シンディ・クロフォード - フェア・ゲーム
- デミ・ムーア - スカーレット・レター
- ジュリア・スウィーニー - いとしのパット君
- ショーン・ヤング - ジキル博士はミス・ハイド

### 最低助演男優賞
- ティム・カリー - コンゴ
- ロバート・デヴィ - ショーガール
- ロバート・デュヴァル - スカーレット・レター
- デニス・ホッパー - ウォーターワールド
- アラン・レイキンズ - ショーガール

### 最低助演女優賞
- しゃべるゴリラのエイミー - コンゴ
- ボー・デレク - クリス・ファーレイはトミーボーイ
- ジーナ・ガーション - ショーガール
- マドンナ - フォー・ルームス
- リン・トゥッチ - ショーガール

### 最低スクリーンカップル賞
- 全ての2人組、もしくは死体 - ショーガール
- ティモシー・デイリー & ショーン・ヤング - ジキル博士はミス・ハイド
- ウィリアム・ボールドウィン & シンディ・クロフォード - フェア・ゲーム
- デイヴ・フォーリー & ジュリア・スウィーニー - いとしのパット君
- デミ・ムーア & ロバート・デュヴァル、もしくはゲイリー・オールドマン - スカーレット・レター

### 最低監督賞
- レニー・ハーリン - カットスロート・アイランド
- ローランド・ジョフィ - スカーレット・レター
- フランク・マーシャル - コンゴ
- ケヴィン・レイノルズ - ウォーターワールド
- ポール・バーホーベン - ショーガール

### 最低脚本賞
- コンゴ - ジョン・パトリック・シャンレー、原作のマイケル・クライトン
- いとしのパット君 - ジム・エマーソン、スティーヴン・ヒバート、ジュリア・スウィーニー
- ジェイド - ジョー・エスターハス
- スカーレット・レター - ダグラス・デイ・スチュワート
- ショーガール - ジョー・エスターハス

### 最低リメイク及び続編賞
- エース・ベンチュラ2 ジム・キャリーのエースにおまかせ!
- ジキル博士はミス・ハイド
- スカーレット・レター
- ショーガール（イヴの総て、The Lonely Lady のリメイクとして）
- 光る眼

### 最低新人賞
- しゃべるゴリラのエイミー - コンゴ
- エリザベス・バークレー - ショーガール
- デヴィッド・カルーソ - 死の接吻、ジェイド
- シンディ・クロフォード - フェア・ゲーム
- ジュリア・スウィーニー - いとしのパット君

### 最低主題歌賞
- "Spirit of Africa" - コンゴ
- "Hold Me, Thrill Me, Kiss Me, Kill Me" - バットマン・フォーエヴァー
- "Walk Into The Wind" - ショーガール